# Monopoly

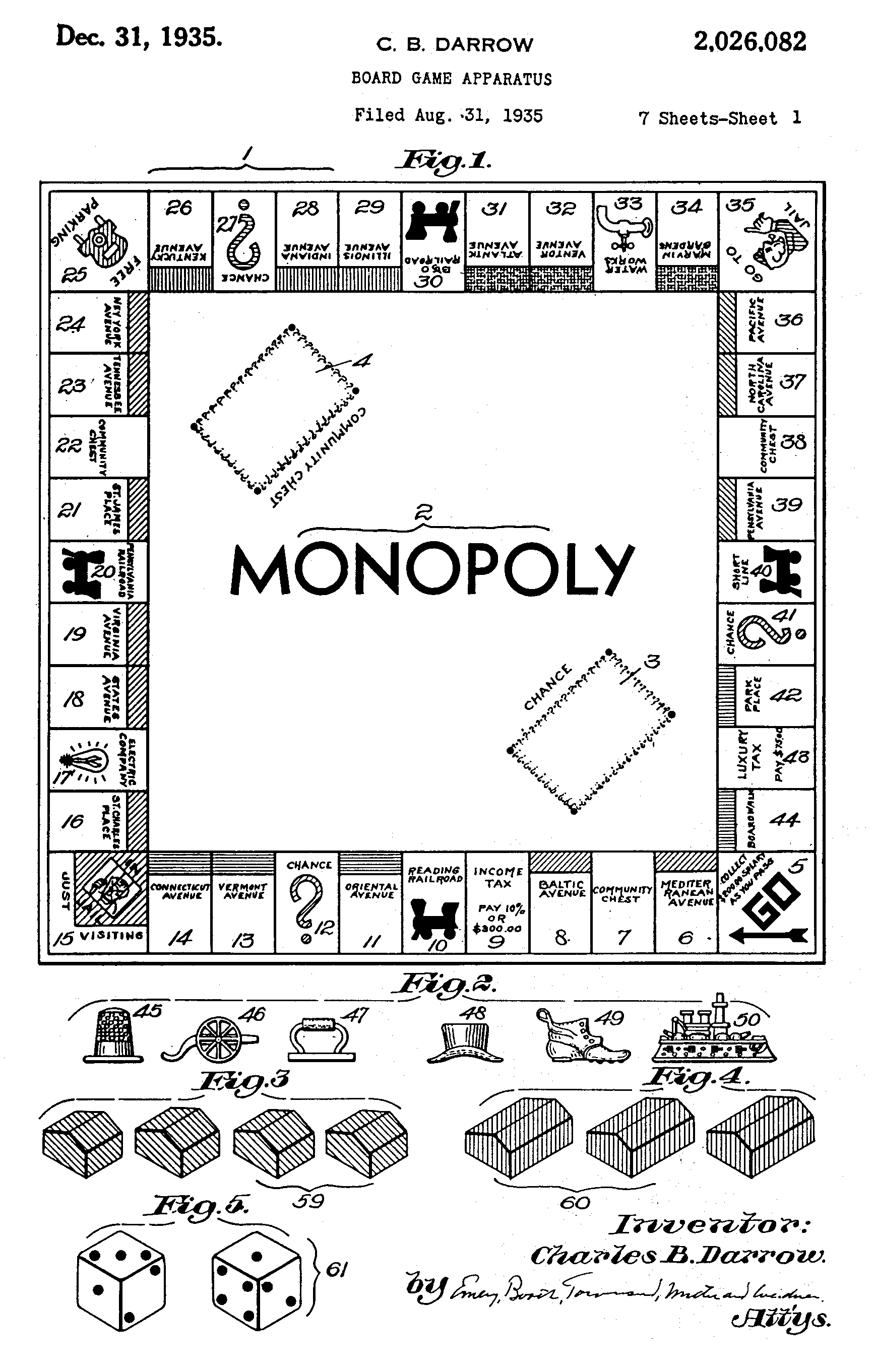
Tabellone, pedine e altre componenti del gioco

Il Monopoly è un classico gioco da tavolo creato da Charles Darrow e pubblicato dalla Parker Brothers a partire dal 1935. Il gioco è basato su The Landlord's Game, inventato da Elizabeth Magie a inizio Novecento.
In Italia fu pubblicato, a partire dal 1936, con il nome Monòpoli dalla Editrice Giochi e dalla Helicon S.a. per la vendita all'estero. Nell'estate del 2009, la distribuzione italiana divenne di proprietà della Hasbro, che introdusse il nome originale.
Il gioco prende il suo nome dal concetto economico di monopolio, ovvero il dominio del mercato da parte di un singolo venditore. Concesso in licenza in più di cento Paesi e tradotto in oltre trentasette lingue, secondo un report della Hasbro il Monopoly, dalla sua prima edizione, è stato giocato da circa 750 milioni di persone. Il Guinness dei primati ha ripreso nel 1999 la precedente statistica della Hasbro, per cui sarebbe stato giocato da 500 milioni di persone. Benché non sia esplicitamente dichiarato, è da considerare che le cifre si riferiscano al primato per il più grande numero di persone che giochino ad un gioco da tavolo protetto da copyright, escludendo quindi giochi tradizionali come scacchi, dama ed altri. Il gioco termina quando un giocatore termina il soldo, dunque vince essendo in possesso di più proprietà.

## Regole del gioco
La dinamica di gioco è piuttosto semplice: i giocatori spostano sul tabellone il proprio segnalino secondo il risultato del tiro di due dadi, lanciati a turno. L'attività del gioco consiste nell'acquistare proprietà terriere, sviluppandole mediante la costruzione, a pagamento, di case ed alberghi ed incassando le rendite dai giocatori la cui pedina si fermi su una casella relativa ad una sua proprietà. Alcune proprietà, come le stazioni, non sono edificabili ma garantiscono comunque una rendita. Quando un giocatore non ha contanti per pagare una rendita, può ipotecare o vendere le proprietà di cui è in possesso. Se neanche così è in grado di pagare il dovuto, dichiara bancarotta ed esce dal gioco.
Il gioco prevede inoltre la possibilità di essere mandati in prigione (dalla quale si può uscire pagando una cauzione) e dalla quale si possono comunque ricevere pagamenti da altri giocatori, e di pescare alcune carte chiamate "Imprevisti" e "Probabilità", che possono risultare in un'evenienza positiva o negativa per il giocatore.
Lo scopo è restare l'ultimo giocatore in gioco, mandando in bancarotta tutti gli altri. A causa della possibile lunghezza del gioco, si può anche impostare una partita a tempo (per esempio una o due ore), al termine del quale è dichiarato vincitore colui che, contando il denaro contante e il valore delle proprietà, possieda la maggiore ricchezza.

## Origini

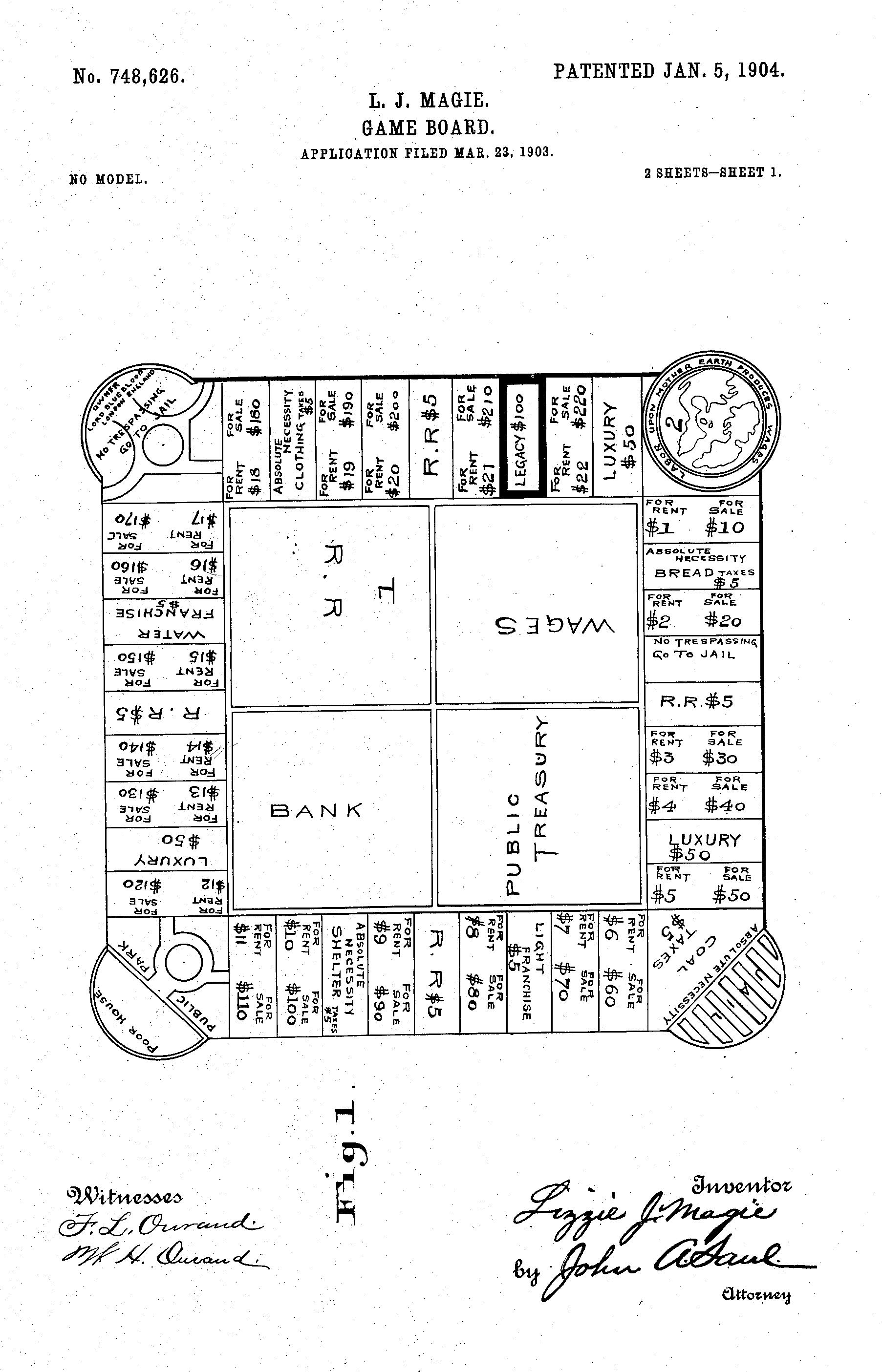
Disegno del tabellone del gioco da tavolo inventato e brevettato da Elizabeth Magie, tratto dall'archivio dei brevetti USA

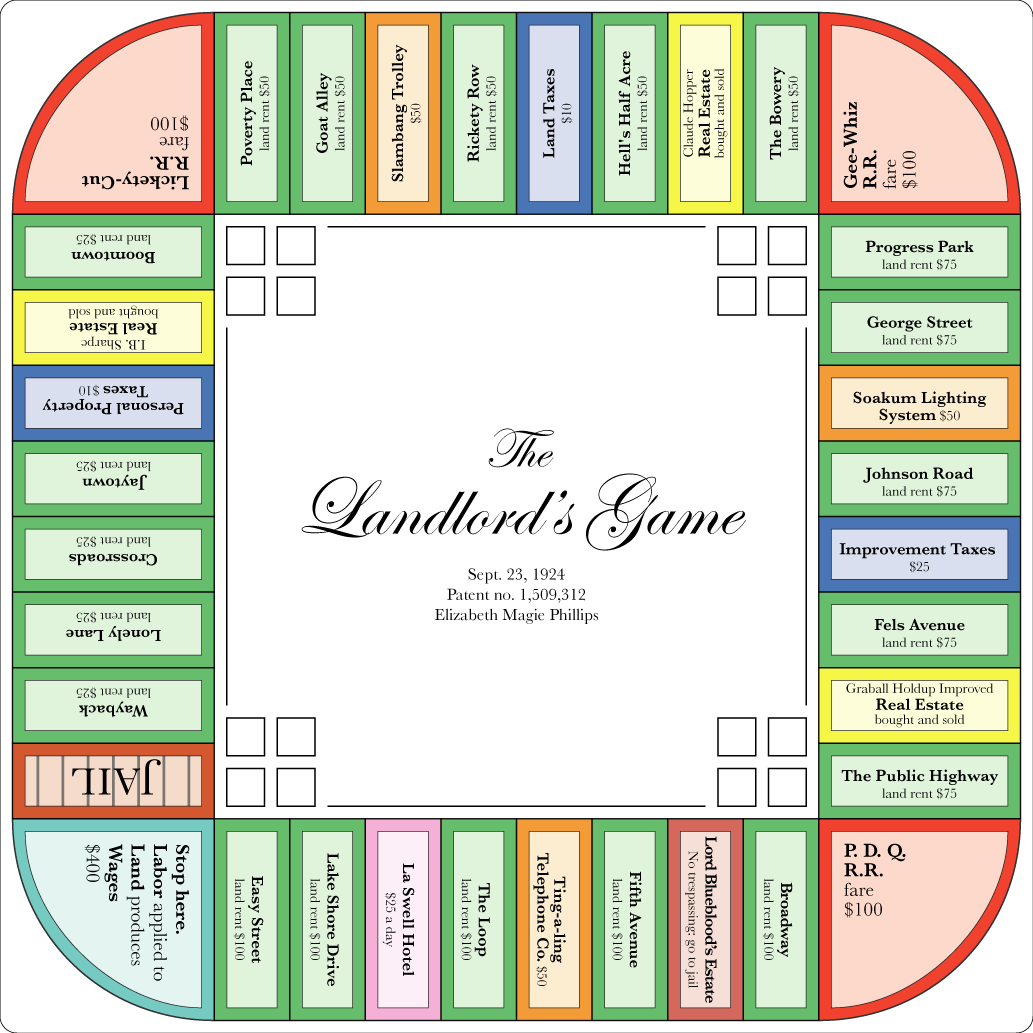
Il tabellone di The Landlord's Game, basato sul brevetto del 1924 di Elizabeth Magie J. Phillips

Le origini del Monopoly sono molto controverse. La versione diffusa per molti anni afferma che sia stato inventato da Charles B. Darrow, un ingegnere disoccupato, che nel 1934 propose alla casa editrice Parker Brothers un gioco di sua invenzione, basato sulla compravendita di terreni e di immobili. La società tuttavia rifiutò la proposta, così Darrow produsse il gioco da solo, mettendolo in vendita in un grande magazzino di Filadelfia: le prime 5000 copie furono vendute molto rapidamente e l'anno successivo la Parker Brothers decise di acquistarlo.
In realtà, il gioco che Charles Darrow propose alla Parker non era una sua invenzione ma si trattava della rielaborazione di altri giochi apparsi sul mercato con vari nomi. Il meccanismo di base del gioco era stato ideato nel 1903 da Elizabeth Magie, la quale aveva creato un gioco da tavolo intitolato The Landlord's Game (Il gioco dei latifondisti). Magie era una seguace dell'economista Henry George e il gioco era stato concepito come uno strumento didattico per insegnare la sua teoria dell'imposta unica sui terreni.
Il gioco si svolgeva su una plancia composta da 40 caselle disposte a formare un quadrato di dieci caselle per lato. Le quattro caselle d'angolo identificavano il punto di partenza, (che la Magie chiamò Mother Earth) al passaggio del quale si otteneva del denaro, la prigione (Jail), il Parco Pubblico e la casella Vai in Prigione. Al centro di ogni lato era presente una casella che indica una ferrovia. Le restanti caselle rappresentavano proprietà da acquistare o tasse/multe da pagare. Si trattava in pratica della stessa struttura del gioco che sarebbe poi stato pubblicato da Darrow.
Il gioco di Magie era coperto da un brevetto statunitense del 1904 ed è stato prodotto per la prima volta nel 1906. Dall'immagine relativa alla plancia sottoposta a brevetto, sembrano mancare riferimenti ai cartoncini "Chance" e "Community Chest" ("Imprevisti" e "Probabilità"). Una casella "Chance" appare tuttavia sin dalla prima edizione pubblicata del gioco.
Le vendite non furono molto elevate, ma il gioco divenne abbastanza popolare soprattutto nel nord-est degli Stati Uniti, subendo una leggera evoluzione.
Agli inizi del XX secolo, i giochi in scatola non rappresentavano ancora un prodotto di largo consumo, così il gioco della Magie venne spesso "copiato" manualmente, dando vita a numerose varianti casalinghe. Poco alla volta, i giocatori iniziarono a personalizzare le proprietà, attribuendovi nomi di vie delle loro città e l'intero meccanismo divenne un vero e proprio "folk game", come viene definito nel linguaggio statunitense.
Scaduto il brevetto del 1904, nel 1921 la stessa Magie introdusse alcune modifiche, probabilmente ispirate proprio alle regole "casalinghe" più popolari, ottenendo così un secondo brevetto nel 1924. Il nuovo gioco proponeva due diversi regolamenti, uno più simile all'originale, l'altro influenzato dalle modifiche popolari, queste ultime molto vicine al concetto dell'attuale Monopoly ed anche la struttura della plancia di gioco era notevolmente modificata, essendo state spostate le stazioni nelle caselle d'angolo.
Il gioco crebbe in popolarità e cominciò a essere chiamato Auction Monopoly (per la particolarità di indire aste fra i giocatori) o più semplicemente "Monopoly".
Altri soggetti brevettarono i propri set di regole: fra questi, Dan Layman, che nel 1932 vendette la propria edizione di Auction Monopoly alla società Electronic Laboratories di Indianapolis con il titolo di Finance. La Electronic Laboratories cedette la licenza del gioco alla Knapp Electric, che mise il gioco in commercio.
Ruth Hoskins, dopo aver appreso il gioco direttamente da Dan Layman, lo portò con sé quando si trasferì ad Atlantic City e, insieme ai suoi amici, introdusse i nomi della sua nuova città.
A seguito di distribuzioni via conoscenti, il gioco giunse fino a Charles Todd, il quale a sua volta conosceva personalmente la fidanzata di Charles Darrow; egli invitò la coppia a giocare e introdusse Darrow alle regole di quello che, popolarmente, continuava ad essere chiamato Monopoly.
Charles Darrow introdusse a sua volta alcune piccole modifiche, elaborò una sua versione della plancia di gioco, come altri in passato ottenne un brevetto per la propria versione ma diversamente dagli altri decise di chiamare il gioco Monopoly.
Darrow iniziò una produzione artigianale del gioco, che poi sarebbe stato acquisito dalla Parker e immesso sul mercato in una versione del tutto simile a quella attualmente disponibile.
Quando la Parker Bros. acquisì i diritti per la pubblicazione di Monopoly, tuttavia, essendo a conoscenza dell'esistenza degli altri giochi, allo scopo di proteggere i propri copyright, ottenne i diritti sia di The Landlord's Game sia di Finance (in questo secondo caso acquisendo l'intera casa editrice). Al fine di evitare possibili somiglianze, i due titoli furono però immessi sul mercato con notevoli modifiche sia grafiche che strutturali.
Tutta la vicenda restò ignota per decenni, fino a che Ralph Anspach realizzò e commercializzò il gioco Anti-Monopoly, venendo accusato dalla Parker di violazione dei suoi diritti sul gioco Monopoly. La causa si trascinò per anni, con numerose sentenze contrarie a Ralph Anspach, fino a che, quasi per caso, l'autore di Anti-Monopoly non scoprì la vera storia e giunse ad ottenere una sentenza favorevole da parte della Corte suprema degli Stati Uniti, che stabilì, una volta per tutte, che il gioco Monopoly non poteva essere considerato un'invenzione originale di Charles Darrow. In effetti, nel corso del dibattimento, molte persone testimoniarono di aver giocato un gioco da tutti chiamato Monopoly ben prima dell'uscita del gioco di Charles Darrow.

## L'edizione italiana
Nell'estate del 1936 Arnoldo Mondadori ricevette dagli Stati Uniti una scatola del gioco Monopoly insieme a una lettera che proponeva l'acquisto dei diritti del gioco per pubblicarlo in Italia.
Mondadori chiamò alcuni suoi funzionari, traduttori e giornalisti che lavorano per lui nell'ufficio di via della Maddalena a Milano e mostrò loro la scatola e il gioco, dicendo: "Pubblico libri e non giochi. Se siete interessati, prendete l'idea e lanciate il gioco; per quanto posso proverò ad aiutarvi”. Tra questi traduttori vi era Emilio Ceretti, fondatore della Editrice Giochi.
L'azienda fu fondata da Ceretti, Paolo Palestrino (successivamente Micio Borletti) e Walter Toscanini (figlio del maestro Arturo) attraverso un investimento di 5.000 lire ciascuno e il gioco - in pieno regime fascista - si scontrò subito con le leggi del tempo, che vietavano l'uso di nomi inglesi. Così Ceretti decise di italianizzare il marchio, sia per non soccombere al veto del Prefetto di Milano, sia per salvaguardare i propri diritti commerciali.
Il gioco divenne quindi Monòpoli e non Monopòli, come sarebbe stato più linguisticamente corretto e per molti anni fu commercializzato con l'enfasi sulla seconda "o" sdrucciola, proprio per evitare errori di pronuncia e quindi censure.
Dopo aver tradotto il gioco, questo fu portato di casa in casa tra le famiglie milanesi per iniziarne la diffusione. Le famiglie milanesi si entusiasmarono e Luigi Barzini scrisse nella terza pagina del più famoso quotidiano italiano del tempo, il Corriere della Sera, un articolo per descrivere il gioco.
A "La Rinascente” di Milano si svolsero dimostrazioni gratuite su come giocare e in pochi giorni iniziò ad esserci una folla nutrita di persone che accorrevano per imparare.
Emilio Ceretti, per tradurre il gioco, fruì di un appartamento messo a disposizione dal poeta Delio Tessa in via Rugabella a Milano ove, in una stanza, vi era una macchina da scrivere. Presso tale domicilio la Editrice Giochi indicò la sua prima sede legale e i primi depositi aziendali, come si legge nell'annuario degli Editori Milanesi.
Nel 1939 la sede legale dell'azienda fu trasferita in via degli Arditi, ma mantenne i depositi in via Rugabella, depositi che andarono completamente distrutti in seguito ad un bombardamento nel 1943.
Così come per molti giochi dell'epoca - a partire dal 1936 - il gioco del Monopoly fu oggetto di "italianizzazione", nel senso che, oltre al rispetto dell'autarchia del linguaggio nei confronti del Regime, furono numerosi i tentativi di ripubblicazione del gioco all'estero quale gioco italiano (vedasi ad esempio il Giuoco del Ponte, che altro non era che il bridge inglese). Un esempio è il caso dell'edizione commercializzata dalla Helicon S.A. per il mercato fuori dal territorio dello Stato. Helicon S.A. - società fondata nel 1932 da Mondadori, Bompiani e Mauri - nasceva infatti con lo scopo di acquistare i diritti di opere inglesi e americane e per la diffusione del prodotto letterario italiano all'estero, nonché di rappresentanza in Italia dell'Agenzia Britannica Curtis Brown. Helicon, la cui sede legale era ubicata in via dei Cappuccini 2 a Milano, realizzò due sole edizioni di Monopoli, stampate dalla Società Anonima Arti Grafiche Bertarelli, la prima nel 1936 e la seconda nel 1937, commercializzate parallelamente all'edizione diffusa da Editrice Giochi.
Con la liquidazione della Helicon, nel 1939, l'unica edizione in produzione rimarrà esclusivamente quella pubblicata da Editrice Giochi.
I nomi delle vie erano quelli della Milano dell'epoca, con l'eccezione di Vicolo Corto e Vicolo Stretto, ma dopo la caduta di Mussolini alcuni nomi, come Via del Fascio, vennero sostituiti con altri più "neutrali".
Da allora il gioco è rimasto praticamente inalterato nella sua struttura di base, tranne che per la modifica di alcune regole.

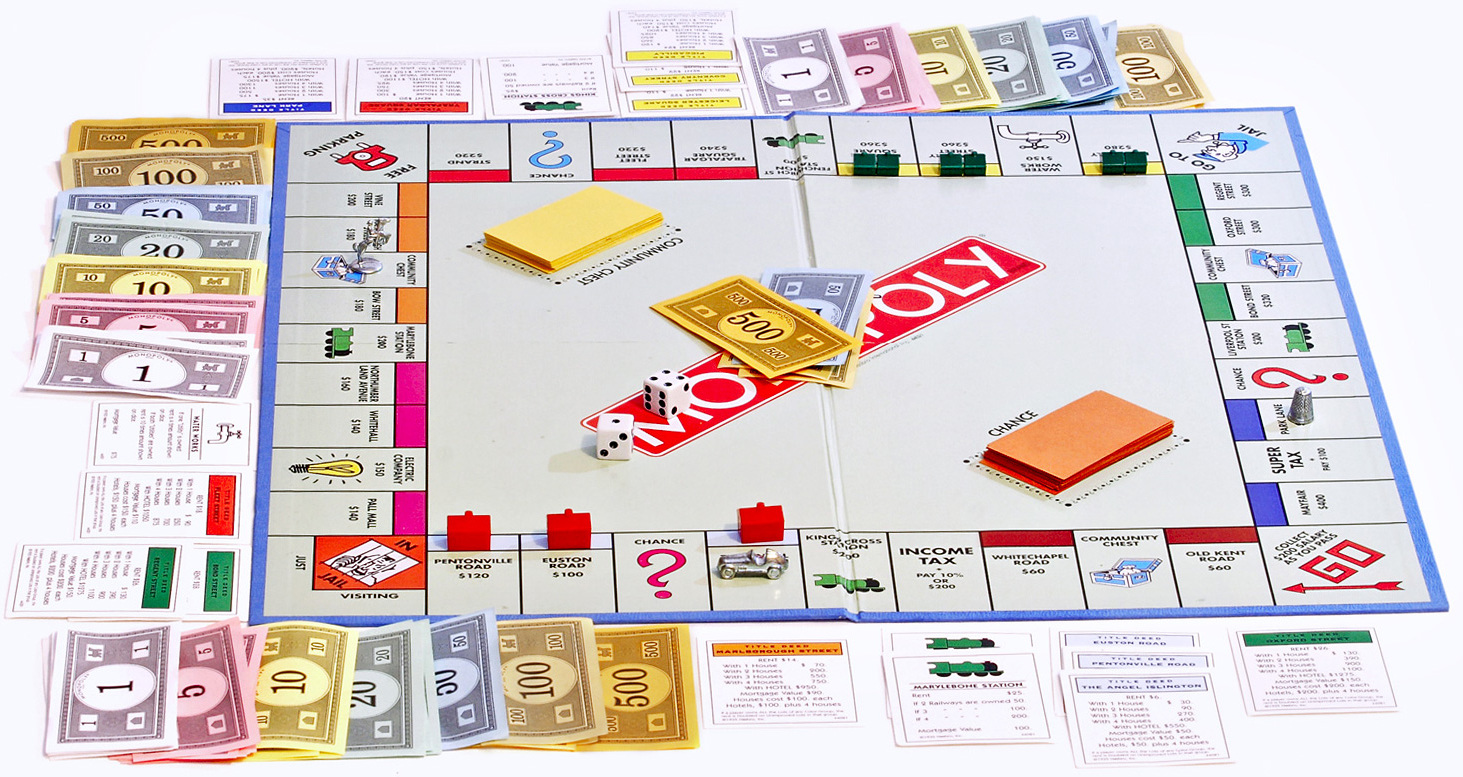
Monopoly (edizione inglese)

Il nome dei toponimi (vie, larghi, piazze, giardini e parchi) rientra nelle personalizzazioni nazionali del gioco e si riferisce, nell'edizione originale americana, a toponimi presenti ad Atlantic City (New Jersey) e dintorni, e nelle edizioni europee a toponimi presenti nelle città capitali (Londra, Parigi, Berlino, Copenaghen), talvolta adattati. In altri casi (Austria, Belgio), vengono assunti i principali nomi di via delle maggiori città dei rispettivi Paesi.
L'edizione italiana riporta invece toponimi ideati da Emilio Ceretti, che prese liberamente spunto dalla toponomastica di Milano (dove viveva e sede della casa produttrice del gioco). Esistono infatti ancor oggi a Milano: viale Gran Sasso (nel gioco è chiamata bastioni), viale Monte Rosa, piazza Vesuvio, via o piazza Accademia, via Verdi, via Raffaello Sanzio, via Dante, corso Vittorio Emanuele (nell'edizione del periodo fascista via Vittorio Emanuele era al posto di via Marco Polo), via Marco Polo, via Magellano, corso Cristoforo Colombo, Stazione Ferrovie Nord, piazza Costantino, viale Traiano, piazzale Giulio Cesare, corso Littorio (ora corso Matteotti, nell'edizione del periodo fascista largo Littorio era al posto di largo Augusto), largo Augusto e via dei Giardini.
Parco della Vittoria, uno dei "terreni" presenti nel gioco, è una traduzione adattata dal nome inglese Boardwalk, che si riferisce al lungomare della città di Atlantic City. Il nome italiano è un toponimo comune, ma nella sua traduzione italiana non si riferisce ad alcun luogo reale.
Altro aspetto interessante è la tematizzazione dei toponimi: vie inventate da Emilio Ceretti (marrone), montagne (azzurro), istruzione superiore (fucsia), artisti (arancione), navigatori (rosso), impero di Roma I (giallo), impero di Roma II (verde), aree verdi (viola). Nella prima versione pubblicata nel 1936, nei contratti rossi vi erano toponimi con riferimento a casa Savoia, nei verdi con riferimento al fascismo.
Allorquando Ceretti, Toscanini e Palestrino procedettero alla traduzione del gioco per la preparazione della prima edizione da lanciare sul mercato, erano soliti ritrovarsi in una stanza (ove era installata all'uopo una sola macchina da scrivere) messa loro a disposizione dal poeta Delio Tessa in via Rugabella a Milano, proprio nel 1936. Allo stesso tempo furono organizzati numerosi incontri per spiegare, a titolo gratuito, il meccanismo di gioco e le sue regole ai numerosi che accorrevano "per il gioco arrivato dall'America": tra questi, anche il maestro Toscanini, padre di Walter, anch'egli attirato, più che dal gioco in sé, dalla possibilità di udire i versi del poeta Tessa.
La via Rugabella a Milano, via storica che sarà poi gravemente danneggiata da un bombardamento nel 1943, rappresenterà la prima sede storica della Editrice Giochi.

### Edizioni speciali
Nel corso degli anni sono state prodotte diverse edizioni in occasione dei decennali di anniversario del primo Monopoli e svariate edizioni speciali:
- Monopoli edizione Monopoli, edizione del 2019 ideata per celebrare la città di Monopoli, che in questa versione presenta le reali vie e i luoghi della città pugliese;
- Monopoli Euro, edizione celebrativa per ricordare la nascita della moneta unica europea, riprodotta fedelmente in banconote e monete. Le vie sono sostituite dalle città appartenenti all'Unione europea più la Svizzera, le stazioni sono sostituite da aeroporti, le utilities da Parlamento europeo e Corte di Giustizia delle Comunità Europee;
- Monopoli Città d'Italia, dedicata alle città italiane, nella quale i nomi delle strade ricalcano invece quelle delle principali strade italiane (ad esempio Parco della Vittoria diventa Piazza di Spagna a Roma e Via Posillipo a Napoli);
- Monopoli Ferrari, edizione speciale dedicata a tutti i tifosi del Cavallino rampante, nella quale i segnalini sono alcune delle Ferrari più famose della storia;
- Monopolino, espressamente dedicata ai più piccoli di età. La prima edizione in lire è caratterizzata dai personaggi della banda Disney, i quali non compaiono invece nella seconda edizione sempre in lire e in quella in euro. Al posto di proprietà e terreni si acquistano i botteghini di ingresso alle attrazioni di un luna park e si fanno pagare i biglietti di ingresso agli avversari;
- Monopoli 150° d'Italia, dedicato al 150º anniversario dell'Unità d'Italia: al posto delle strade e delle stazioni, presente comuni italiani e aeroporti, scelti tramite consultazione popolare[14] su ispirazione della versione americana Here and now. Il comune che occupa il posto di Parco della Vittoria è Chieti;[15]
- Monopoli Disney e Monopoly Disney (rispettivamente prodotte in passato da Editrice Giochi e oggi da Hasbro), nelle quali ai personaggi della banda Disney si affiancano quelli dei film d'animazione Disney, e le strade dell'edizione classica sono sostituite proprio con tali film d'animazione;
- Monopoly Italia 2017,[16] versione dedicata alle città italiane dove i 20 capoluoghi di regione e 2 comuni sostituiscono sul tabellone le storiche vie del gioco. L'ordine dei capoluoghi e la scelta dei 2 comuni è avvenuta tramite votazione, conclusa il 17 maggio 2016 e dominata dalla regione Liguria, con la vittoria di Genova e la rivelazione Albissola Marina tra i comuni. La prima casella del tabellone è stata conquistata da Cosenza;
- Monopoly Electronic Banking: utilizza al posto delle banconote le carte di credito (anche chiamato Monopoli Bancomatto);
- Monopoly Voice Banking, versione del Monopoly nella quale vengono abbandonate banconote e carte di credito e in cui tutte le operazioni si svolgono tramite comandi vocali;
- Monopoly Me: ogni casella è personalizzabile;
- Monopoly Empire: ha una diversa modalità di gioco e ogni casella corrisponde a una marca famosa (Yahoo, Wilson, Skype ...);
- Monopoly Disney Villains: ogni casella corrisponde ai personaggi malvagi di alcuni film Disney;
- Monopoly Junior: versione per i più piccoli;
- Monopoly Star Wars, Monopoly Avengers e Monopoly Harry Potter: ogni casella ha le caselle rispettivamente di Star Wars, Avengers o Harry Potter (3 giochi comunque diversi in confezioni separate);
- Monopoly World Edition: diversa modalità di gioco;
- Monopoly Deal Carte: Monopoly con le carte di credito e con diversa modalità di gioco;
- Monopoly Mini: Monopoly portatile;
- Monopoly 80th: Monopoly in occasione dei suoi 80 anni (pubblicato nel 2015);
- Monopoly Millionaire;
- Monopoly CityVille;
- Monopoly Jurassic World: ispirato al film Jurassic World;
- Monopoly Affari d'oro: edizione limitata rinnovata e migliorata;
- Monopoly Nostalgia: confezione di legno e diversa ambientazione (anni 1930; anni del primo Monopoli);
- Monopoly Esselunga
- Monopoly edizione speciale del sito casa.it (il prodotto era disponibile solo tramite concorso)
- Monopoly I borghi più belli d'Italia nelle edizioni Abruzzo e Molise, Liguria, Lombardia, Marche, Piemonte e Val d'Aosta, Puglia e Basilicata, Sicilia, Toscana, Umbria, Veneto.
- Ms. Monopoly: versione in chiave femminile

Per quasi tutte le edizioni speciali esistono svariate edizioni (Monopoly Junior Frozen; Monopoly Electronic Banking con maggiori carte di credito; diverse edizioni del Monopoli classico ma rinnovate).
Nell'estate 2009 il gioco è commercializzato dalla Hasbro, che allinea la produzione italiana a quella europea. Per la prima volta dopo più di 70 anni, anche in Italia il Monopoli viene chiamato Monopoly.
Tra le edizioni non in vendita in Italia:
- Monopoly SpongeBob SquarePants Edition, con pedine a forma dei vari personaggi dell'omonima serie animata SpongeBob SquarePants (in Italia Spongebob);
- Monopoly Revolution, che per la prima volta ha il tabellone di forma circolare, i pagamenti vengono effettuati tramite carta di credito elettronica e la banca stessa è sostituita da un dispositivo elettronico;
- Monopoly Live Edition, in cui, al centro del tabellone, è presente un dispositivo elettronico a forma di torre, che gestisce tutte le fasi del gioco: fa da banca, memorizzando le proprietà dei giocatori, da arbitro, verificando che gli spostamenti sulle caselle avvengano correttamente, da dado, fornendo il numero di caselle su cui muoversi, e sostituisce anche le carte, sostituite da una serie di notifiche vocali;
- Monopoly Target, l'edizione dedicata al supermercato americano Target con accessori come carta fedeltà ecc;
- The America Monopoly, l'edizione celebrata in onore dell'America con le banconote americane e il tabellone in stile americano;

Il 9 settembre 2009 è avvenuto il lancio di Monopoly City Streets, gioco su internet che sostituisce la classica plancia con le mappe di Google Maps.

### Cronologia edizioni
Dove non indicato, la confezione è rettangolare. Tutte le edizioni in lire hanno 400 banconote (125 da 100 lire, 125 da 1.000 lire, 125 da 10.000 lire e 25 da 50.000 lire).

#### Anni 1936/1942 edizioni fasciste (diritti riservati per Italia, Impero Etiopico, Possedimenti e Colonie)
Le banconote delle confezioni del 1936 e 1937 sono più grandi delle successive (10 x 5,5 cm e poi 8,5 x 4,5) e così i cartellini dei contratti (7,2 x 6,2 cm e poi 6,5 x 5,4). I tabelloni 1936 e 1937 hanno un puntino dopo il numero del brevetto 225/13 (225/13.) mentre le edizioni successive non lo hanno. L'interno dei coperchi Editrice Giochi del 1936 e 1937 è dorato mentre nelle edizioni successive è rosso. I segnalini sono in metallo fino all'edizione logo verde del 1942. Dalla successiva edizione 900, sempre del 1942, sono in legno (esiste con diversi varianti di segnalini sia piatti che non - una decina censiti). È stata messa in vendita, contestualmente alla versione base,  una scatola di lusso con 2 dadi grandi (le edizioni normali li hanno piccoli) e casette ed alberghi in galalite e non legno. Messa in vendita in solo 200 copie. Il tabellone del Monòpoli 900 ha un piccolo timbro arancio "cartotecnica" vicino la casella prigione ed esistono anche con istruzioni data 1/1942. I primi Monòpoli costavano 50 lire (l'edizione lusso 100 lire).
- 1936: Monòpoli (edizione fascista, scatola rossa quadrata, confezione con logo verde) edito da Editrice Giochi, via Rugabella 11, Milano (istruzioni senza data)
- 1936: Monòpoli (edizione fascista, scatola blu quadrata, confezione con logo verde) edito da Helicon S.A., via dei Capuccini 2, Milano (con data impressa su foglio istruzioni)
- 1936: Monòpoli lusso (edizione fascista, scatola rossa quadrata di 2 piani senza logo impresso) edito da Helicon S.A., via dei Capuccini 2, Milano (con data impressa su foglio istruzioni)
- 1937: Monòpoli (edizione fascista, scatola arancione quadrata, confezione con logo verde) edito da Helicon S.A., via dei Capuccini 2, Milano (con data impressa su foglio istruzioni)
- 1937: Monòpoli (edizione fascista, scatola rossa quadrata, confezione con logo verde) edito da Editrice Giochi, via Rugabella 11, Milano (con data impressa su foglio istruzioni)
- 1938 :Monòpoli (edizione fascista, scatola rossa quadrata, confezione con logo verde) edito da Editrice Giochi, via Rugabella 11, Milano (con data impressa 10-1938 su foglio istruzioni)
- 1939: Monòpoli (edizione fascista, scatola rossa quadrata, confezione con logo verde) edito da Editrice Giochi, via degli Arditi 23, Milano (con data 09-1939 impressa su foglio istruzioni)
- 1940: Monòpoli (edizione fascista, scatola rossa quadrata, confezione con logo verde) edito da Editrice Giochi, via degli Arditi 23, Milano (con data 09-1940 impressa su foglio istruzioni)
- 1941: Monòpoli (edizione fascista, scatola rossa quadrata, confezione con logo verde) edito da Editrice Giochi, via degli Arditi 23, Milano (con data 06-1941 impressa su foglio istruzioni)
- 1942: Monòpoli (edizione fascista,  scatola rossa quadrata, confezione con logo verde) edito da Editrice Giochi, via degli Arditi 23, Milano (con data 01-1942 impressa su foglio istruzioni)
- 1942: Monòpoli 900 (edizione fascista, scatola rossa quadrata, confezione con scritta "900") edito da Editrice Giochi, via degli Arditi 23, Milano (istruzioni senza data).

#### Anni 1945/fine anni 60 (diritti riservati per Italia, Possedimenti e Colonie)
I segnalini, per le scatole rosse 1945 e 1946 e per le scatole bianche e blu, sono diversi dai precedenti e dai successivi.
- 1945: Monòpoli (confezione rossa quadrata, titolo grande ) edito da Editrice Giochi, via degli Arditi 23, Milano
- 1946: Monòpoli (confezione rossa quadrata, titolo grande diverso dal precedente e "brevettato" in piccolo) edito da Editrice Giochi, via degli Arditi 23, Milano
- 1946: Monòpoli (confezione blu quadrata, titolo grande come nel 1946 e "brevettato" in piccolo) edito da Editrice Giochi, via degli Arditi 23, Milano
- 1946/1947: Monòpoli (confezione bianca quadrata, titolo grande come nel 1946 e "brevettato" in piccolo ) edito da Editrice Giochi, via Cerva 23, Milano
- 1947/anni 60: Monòpoli (confezione rossa quadrata, titolo grande come nel 1946 e "brevettato" in piccolo) edito da Editrice Giochi, via Cerva 23 (3 varianti di istruzioni) e poi via Bergamo 12 (2 varianti di istruzioni), Milano

#### Anni settanta
- 1974: Monopoli: Nuova confezione (edizione standard)
- 1976: Monopoli Anniversario (edizione speciale)
- 1976: Monopoli di lusso (edizione deluxe)
- 1978: Monopoli: Edizione Romana, Confezione Speciale (edizione speciale)

#### Anni ottanta
- 1984: Monopoli (confezione quadrata)
- 1985: Monopoli (confezione quadrata), art. 1600 Logo bianco eg
- 1985: Monopoli: Confezione classica, art. 1620 Logo bianco eg
- 1986: Monopoli: 1936-1986 - 50º Anniversario (edizione speciale, confezione quadrata)
- 1986: Monopoli (edizione deluxe)

#### Anni novanta
Nell'ottobre 1991 Hasbro acquista Tonka Corporation e con essa i diritti mondiali di Monopoli.
- 1991: Monopoli (edizione tascabile)
- 1992: Monopolino[18] (edizione per piccoli, con i personaggi della banda Disney) art. 1630 Logo bianco eg
- 1992: Monopolino[19] (edizione tascabile per piccoli, con i personaggi della banda Disney)
- 1992: Monopoli: Edizione Europea (edizione speciale, confezione quadrata)
- 1996: Monopoli: 60º Anniversario (edizione speciale a tiratura limitata, confezione quadrata)
- 1997: Monopoli: Star Wars - Guerre stellari (edizione speciale da collezione)
- 1998: Monopoli: Edizione Francia '98 (edizione speciale per i mondiali di calcio)

#### Anni duemila
- 2000: Monopoli pocket (edizione tascabile magnetica)
- 2000: Monopolino (edizione per piccoli)
- 2000: Monopolino pocket (edizione tascabile per piccoli) art. 2140

Comincia la produzione delle edizioni in euro.
- 2000: Monopoli (edizione tascabile)
- 2000: Monopoli Star Wars (edizione speciale) art. 1605
- 2002: Monopoli Città d'Italia (edizione speciale) art. 1619
- 2003: Monopoli Quadrato Euro (confezione quadrata) art. 1601
- 2003: Monopoli Rettangolare Euro (confezione rettangolare) art. 1618
- 2003: Monopoli Disney (edizione speciale) art. 1611
- 2004: Monopolino (edizione per piccoli) art. 1631
- 2005: Monopoli Star Wars Saga Edition (edizione speciale) art. 1606
- 2005: Monopoli pocket Euro (edizione tascabile) art. 2131
- 2005: Monopolino Euro (edizione per piccoli) art. 1632
- 2006: Monopolino Disney (edizione speciale per piccoli) art. 1635
- 2006: Monopoli Ferrari (edizione speciale) art. 1612
- 2006: Monopoli Banking (edizione elettronica) art. 1636
- 2007: Monopoli Express (edizione speciale) art. 5131

#### Edizioni Hasbro
- 2009: Monopoly
- 2009: Monopoly Junior (edizione per piccoli)
- 2009: Monopoly Disney (edizione speciale)
- 2009: Monopoly per Wii
- 2009: Monopoly per Nintendo DS
- 2010: Monopoly World Edition (edizione elettronica)
- 2010: Monopoly (edizioni console)
- 2010: Monopoly City (edizione 3D)
- 2011: Monopoly delle città italiane (dedicato al 150° dell'Unità d'Italia)
- 2012: Monopoly Millionaire
- 2012: Monopoly Zapped Edition (da giocare con iPad)
- 2013: Monopoly CityVille
- 2014: Monopoly Empire
- 2015: Monopoly (edizione speciale 80º anniversario 1935-2015)
- 2015: Monopoly Avengers (ispirato ai film Marvel The Avengers e Avengers: Age of Ultron)
- 2015: Monopoly Jurassic World (ispirato al film Jurassic World)
- 2015: Monopoly Affari d'oro (con pedine tiratura limitata)
- 2015: Monopoly Nostalgia (confezione in legno)
- 2017: Monopoly Napoli
- 2018: Monopoly Esselunga (edizione speciale)
- 2018: Monopoly Fortnite (ispirato al videogioco Fortnite)
- 2018: Monopoly Roma
- 2018: Monopoly Edizione dell'imbroglio
- 2019: Monopoly edizione speciale del sito casa.it (prodotto era disponibile solo tramite concorso)
- 2019: Monopoly Verona
- 2020: Monopoly Bergamo
- 2020: Monopoly Super Electronic Banking
- 2020: Monopoly Super Mario Celebration (edizione speciale 35º anniversario di Super Mario)
- 2021: Monopoly Serenissima
- 2022: Monopoly Brescia
- 2022: Monopoly Forte dei Marmi
- 2022: Monopoly Palermo
- 2022: Monopoly Parma
- 2022: Monopoly Rimini
- 2023: Monopoly Bologna (edizione bilingue italiano - inglese)
- 2023: Monopoly Chance

## La plancia

### Edizione originale
| Freey Avenue ($ 220)          | Freey Avenue ($ 220)          | Kentucky Avenue ($ 220)    | Chance                 | Indiana Avenue ($ 220) | Illinois Avenue ($ 240) | Baltimore and Ohio Railroad ($ 200) | Atlantic Avenue ($ 260)       | Ventnor Avenue ($ 260) | Water Works ($ 150) | Marven Gardens ($ 280)      | Go to Jail              | Go to Jail                    |
| Freey Avenue ($ 220)          | Freey Avenue ($ 220)          |                            | Chance                 |                        |                         | Baltimore and Ohio Railroad ($ 200) |                               |                        | Water Works ($ 150) |                             | Go to Jail              | Go to Jail                    |
| New York Avenue ($ 200)       |                               | Monopoly                   | Monopoly               | Monopoly               | Monopoly                | Monopoly                            | Monopoly                      | Monopoly               | Monopoly            | Monopoly                    |                         | Pacific Avenue ($ 300)        |
| Tennessee Avenue ($ 180)      |                               | Monopoly                   | Monopoly               | Monopoly               | Monopoly                | Monopoly                            | Monopoly                      | Monopoly               | Monopoly            | Monopoly                    |                         | North Carolina Avenue ($ 300) |
| Community Chest               | Community Chest               | Monopoly                   | Monopoly               | Monopoly               | Monopoly                | Monopoly                            | Monopoly                      | Monopoly               | Monopoly            | Monopoly                    | Community Chest         | Community Chest               |
| St. James Place ($ 180)       |                               | Monopoly                   | Monopoly               | Monopoly               | Monopoly                | Monopoly                            | Monopoly                      | Monopoly               | Monopoly            | Monopoly                    |                         | Pennsylvania Avenue ($ 320)   |
| Pennsylvania Railroad ($ 200) | Pennsylvania Railroad ($ 200) | Monopoly                   | Monopoly               | Monopoly               | Monopoly                | Monopoly                            | Monopoly                      | Monopoly               | Monopoly            | Monopoly                    | Shore Fast Line ($ 200) | Shore Fast Line ($ 200)       |
| Virginia Avenue ($ 160)       |                               | Monopoly                   | Monopoly               | Monopoly               | Monopoly                | Monopoly                            | Monopoly                      | Monopoly               | Monopoly            | Monopoly                    | Chance                  | Chance                        |
| States Avenue ($ 140)         |                               | Monopoly                   | Monopoly               | Monopoly               | Monopoly                | Monopoly                            | Monopoly                      | Monopoly               | Monopoly            | Monopoly                    |                         | Park Place ($ 350)            |
| Electric Company ($ 150)      | Electric Company ($ 150)      | Monopoly                   | Monopoly               | Monopoly               | Monopoly                | Monopoly                            | Monopoly                      | Monopoly               | Monopoly            | Monopoly                    | Luxury Tax Pay ($ 75)   | Luxury Tax Pay ($ 75)         |
| St. Charles Place ($ 140)     |                               | Monopoly                   | Monopoly               | Monopoly               | Monopoly                | Monopoly                            | Monopoly                      | Monopoly               | Monopoly            | Monopoly                    |                         | Boardwalk ($ 400)             |
| Jail                          | Jail                          |                            |                        | Chance                 |                         | Reading Railroad ($ 200)            | Income Tax (Pay 10% or $ 200) |                        | Community Chest     |                             | GO                      | GO                            |
| Jail                          | Jail                          | Connecticut Avenue ($ 120) | Vermont Avenue ($ 100) | Chance                 | Oriental Avenue ($ 100) | Reading Railroad ($ 200)            | Income Tax (Pay 10% or $ 200) | Baltic Avenue ($ 60)   | Community Chest     | Mediterranean Avenue ($ 60) | GO                      | GO                            |

### Edizione italiana
| Posteggio gratuito               | Posteggio gratuito               | Via Vittorio Emanuele (L. 22.000) | Imprevisti                  | Corso Umberto (L.22.000) | Largo Savoia (L. 24.000)        | Stazione Marittima (L. 20.000) | Viale Augusto (L. 26.000)             | Viale Traiano (L. 26.000) | Società Acqua Potabile (L. 15.000) | Piazza Giulio Cesare (L. 28.000) | In prigione!                         | In prigione!                         |
| Posteggio gratuito               | Posteggio gratuito               |                                   | Imprevisti                  |                          |                                 | Stazione Marittima (L. 20.000) |                                       |                           | Società Acqua Potabile (L. 15.000) |                                  | In prigione!                         | In prigione!                         |
| Piazza Dante (L. 20.000)         |                                  | Monòpoli                          | Monòpoli                    | Monòpoli                 | Monòpoli                        | Monòpoli                       | Monòpoli                              | Monòpoli                  | Monòpoli                           | Monòpoli                         |                                      | Via del Fascio (L. 30.000)           |
| Corso Raffaello (L. 18.000)      |                                  | Monòpoli                          | Monòpoli                    | Monòpoli                 | Monòpoli                        | Monòpoli                       | Monòpoli                              | Monòpoli                  | Monòpoli                           | Monòpoli                         |                                      | Corso Impero (L. 30.000)             |
| Probabilità                      | Probabilità                      | Monòpoli                          | Monòpoli                    | Monòpoli                 | Monòpoli                        | Monòpoli                       | Monòpoli                              | Monòpoli                  | Monòpoli                           | Monòpoli                         | Probabilità                          | Probabilità                          |
| Via Verdi (L. 18.000)            |                                  | Monòpoli                          | Monòpoli                    | Monòpoli                 | Monòpoli                        | Monòpoli                       | Monòpoli                              | Monòpoli                  | Monòpoli                           | Monòpoli                         |                                      | Largo Littorio (L. 32.000)           |
| Stazione Ferroviaria (L. 20.000) | Stazione Ferroviaria (L. 20.000) | Monòpoli                          | Monòpoli                    | Monòpoli                 | Monòpoli                        | Monòpoli                       | Monòpoli                              | Monòpoli                  | Monòpoli                           | Monòpoli                         | Stazione Autobus (L. 20.000)         | Stazione Autobus (L. 20.000)         |
| Piazza Università (L. 16.000)    |                                  | Monòpoli                          | Monòpoli                    | Monòpoli                 | Monòpoli                        | Monòpoli                       | Monòpoli                              | Monòpoli                  | Monòpoli                           | Monòpoli                         | Imprevisti                           | Imprevisti                           |
| Corso Ateneo (L. 14.000)         |                                  | Monòpoli                          | Monòpoli                    | Monòpoli                 | Monòpoli                        | Monòpoli                       | Monòpoli                              | Monòpoli                  | Monòpoli                           | Monòpoli                         |                                      | Giardini Margherita (L. 35.000)      |
| Società Elettrica (L. 15.000)    | Società Elettrica (L. 15.000)    | Monòpoli                          | Monòpoli                    | Monòpoli                 | Monòpoli                        | Monòpoli                       | Monòpoli                              | Monòpoli                  | Monòpoli                           | Monòpoli                         | Tassa di Lusso (Pagare L. 10.000)    | Tassa di Lusso (Pagare L. 10.000)    |
| Via Accademia (L. 14.000)        |                                  | Monòpoli                          | Monòpoli                    | Monòpoli                 | Monòpoli                        | Monòpoli                       | Monòpoli                              | Monòpoli                  | Monòpoli                           | Monòpoli                         |                                      | Parco della Vittoria (L. 40.000)     |
| Prigione / Transito              | Prigione / Transito              |                                   |                             | Imprevisti               |                                 | Stazione Aerea (L. 20.000)     | Tassa Patrimoniale (Pagare L. 20.000) |                           | Probabilità                        |                                  | Ritirate al passaggio L. 20.000 VIA! | Ritirate al passaggio L. 20.000 VIA! |
| Prigione / Transito              | Prigione / Transito              | Viale Vesuvio (L. 12.000)         | Viale Monterosa (L. 10.000) | Imprevisti               | Bastioni Gran Sasso (L. 10.000) | Stazione Aerea (L. 20.000)     | Tassa Patrimoniale (Pagare L. 20.000) | Vicolo Stretto (L. 6.000) | Probabilità                        | Vicolo Corto (L. 6.000)          | Ritirate al passaggio L. 20.000 VIA! | Ritirate al passaggio L. 20.000 VIA! |

| Posteggio gratuito            | Posteggio gratuito            | Via Marco Polo (L. 22.000) | Imprevisti                  | Corso Magellano (L. 22.000) | Largo Colombo (L. 24.000)       | Stazione Nord (L. 20.000) | Viale Costantino (L. 26.000)          | Viale Traiano (L. 26.000) | Società Acqua Potabile (L. 15.000) | Piazza Giulio Cesare (L. 28.000) | In prigione!                         | In prigione!                         |
| Posteggio gratuito            | Posteggio gratuito            |                            | Imprevisti                  |                             |                                 | Stazione Nord (L. 20.000) |                                       |                           | Società Acqua Potabile (L. 15.000) |                                  | In prigione!                         | In prigione!                         |
| Piazza Dante (L. 20.000)      |                               | Monopoli                   | Monopoli                    | Monopoli                    | Monopoli                        | Monopoli                  | Monopoli                              | Monopoli                  | Monopoli                           | Monopoli                         |                                      | Via Roma (L. 30.000)                 |
| Corso Raffaello (L. 18.000)   |                               | Monopoli                   | Monopoli                    | Monopoli                    | Monopoli                        | Monopoli                  | Monopoli                              | Monopoli                  | Monopoli                           | Monopoli                         |                                      | Corso Impero (L. 30.000)             |
| Probabilità                   | Probabilità                   | Monopoli                   | Monopoli                    | Monopoli                    | Monopoli                        | Monopoli                  | Monopoli                              | Monopoli                  | Monopoli                           | Monopoli                         | Probabilità                          | Probabilità                          |
| Via Verdi (L. 18.000)         |                               | Monopoli                   | Monopoli                    | Monopoli                    | Monopoli                        | Monopoli                  | Monopoli                              | Monopoli                  | Monopoli                           | Monopoli                         |                                      | Largo Augusto (L. 32.000)            |
| Stazione Ovest (L. 20.000)    | Stazione Ovest (L. 20.000)    | Monopoli                   | Monopoli                    | Monopoli                    | Monopoli                        | Monopoli                  | Monopoli                              | Monopoli                  | Monopoli                           | Monopoli                         | Stazione Est (L. 20.000)             | Stazione Est (L. 20.000)             |
| Piazza Università (L. 16.000) |                               | Monopoli                   | Monopoli                    | Monopoli                    | Monopoli                        | Monopoli                  | Monopoli                              | Monopoli                  | Monopoli                           | Monopoli                         | Imprevisti                           | Imprevisti                           |
| Corso Ateneo (L. 14.000)      |                               | Monopoli                   | Monopoli                    | Monopoli                    | Monopoli                        | Monopoli                  | Monopoli                              | Monopoli                  | Monopoli                           | Monopoli                         |                                      | Viale dei Giardini (L. 35.000)       |
| Società Elettrica (L. 15.000) | Società Elettrica (L. 15.000) | Monopoli                   | Monopoli                    | Monopoli                    | Monopoli                        | Monopoli                  | Monopoli                              | Monopoli                  | Monopoli                           | Monopoli                         | Tassa di Lusso (Pagare L. 10.000)    | Tassa di Lusso (Pagare L. 10.000)    |
| Via Accademia (L. 14.000)     |                               | Monopoli                   | Monopoli                    | Monopoli                    | Monopoli                        | Monopoli                  | Monopoli                              | Monopoli                  | Monopoli                           | Monopoli                         |                                      | Parco della Vittoria (L. 40.000)     |
| Prigione / Transito           | Prigione / Transito           |                            |                             | Imprevisti                  |                                 | Stazione Sud (L. 20.000)  | Tassa Patrimoniale (Pagare L. 20.000) |                           | Probabilità                        |                                  | Ritirate al passaggio L. 20.000 VIA! | Ritirate al passaggio L. 20.000 VIA! |
| Prigione / Transito           | Prigione / Transito           | Viale Vesuvio (L. 12.000)  | Viale Monterosa (L. 10.000) | Imprevisti                  | Bastioni Gran Sasso (L. 10.000) | Stazione Sud (L. 20.000)  | Tassa Patrimoniale (Pagare L. 20.000) | Vicolo Stretto (L. 6.000) | Probabilità                        | Vicolo Corto (L. 6.000)          | Ritirate al passaggio L. 20.000 VIA! | Ritirate al passaggio L. 20.000 VIA! |

| Posteggio gratuito      | Posteggio gratuito      | Via Marco Polo 550 € | Imprevisti            | Corso Magellano 550 € | Largo Colombo 600 €       | Stazione Nord 480 € | Viale Costantino 650 €   | Viale Traiano 650 €  | Società Acqua Potabile 375 € | Piazza Giulio Cesare 700 € | In prigione!                     | In prigione!                     |
| Posteggio gratuito      | Posteggio gratuito      |                      | Imprevisti            |                       |                           | Stazione Nord 480 € |                          |                      | Società Acqua Potabile 375 € |                            | In prigione!                     | In prigione!                     |
| Piazza Dante 500 €      |                         | Monopoli             | Monopoli              | Monopoli              | Monopoli                  | Monopoli            | Monopoli                 | Monopoli             | Monopoli                     | Monopoli                   |                                  | Via Roma 750 €                   |
| Corso Raffaello 450 €   |                         | Monopoli             | Monopoli              | Monopoli              | Monopoli                  | Monopoli            | Monopoli                 | Monopoli             | Monopoli                     | Monopoli                   |                                  | Corso Impero 750 €               |
| Probabilità             | Probabilità             | Monopoli             | Monopoli              | Monopoli              | Monopoli                  | Monopoli            | Monopoli                 | Monopoli             | Monopoli                     | Monopoli                   | Probabilità                      | Probabilità                      |
| Via Verdi 450 €         |                         | Monopoli             | Monopoli              | Monopoli              | Monopoli                  | Monopoli            | Monopoli                 | Monopoli             | Monopoli                     | Monopoli                   |                                  | Largo Augusto 800 €              |
| Stazione Ovest 480 €    | Stazione Ovest 480 €    | Monopoli             | Monopoli              | Monopoli              | Monopoli                  | Monopoli            | Monopoli                 | Monopoli             | Monopoli                     | Monopoli                   | Stazione Est 480 €               | Stazione Est 480 €               |
| Piazza Università 400 € |                         | Monopoli             | Monopoli              | Monopoli              | Monopoli                  | Monopoli            | Monopoli                 | Monopoli             | Monopoli                     | Monopoli                   | Imprevisti                       | Imprevisti                       |
| Corso Ateneo 350 €      |                         | Monopoli             | Monopoli              | Monopoli              | Monopoli                  | Monopoli            | Monopoli                 | Monopoli             | Monopoli                     | Monopoli                   |                                  | Viale dei Giardini 900 €         |
| Società Elettrica 375 € | Società Elettrica 375 € | Monopoli             | Monopoli              | Monopoli              | Monopoli                  | Monopoli            | Monopoli                 | Monopoli             | Monopoli                     | Monopoli                   | Tassa del lusso Pagare 250 €     | Tassa del lusso Pagare 250 €     |
| Via Accademia 350 €     |                         | Monopoli             | Monopoli              | Monopoli              | Monopoli                  | Monopoli            | Monopoli                 | Monopoli             | Monopoli                     | Monopoli                   |                                  | Parco della Vittoria 1.000 €     |
| Prigione / Transito     | Prigione / Transito     |                      |                       | Imprevisti            |                           | Stazione Sud 480 €  | Tassa patrimoniale 500 € |                      | Probabilità                  |                            | Ritirate al passaggio 500 € VIA! | Ritirate al passaggio 500 € VIA! |
| Prigione / Transito     | Prigione / Transito     | Viale Vesuvio 300 €  | Viale Monterosa 250 € | Imprevisti            | Bastioni Gran Sasso 250 € | Stazione Sud 480 €  | Tassa patrimoniale 500 € | Vicolo Stretto 150 € | Probabilità                  | Vicolo Corto 150 €         | Ritirate al passaggio 500 € VIA! | Ritirate al passaggio 500 € VIA! |

| Parcheggio Gratuito       | Parcheggio Gratuito       | Via Marco Polo (M 220) | Imprevisti              | Corso Magellano (M 220) | Largo Colombo (M 240)       | Stazione Nord (M 200) | Viale Costantino (M 260)   | Viale Traiano (M 260) | Fontane (M 150) | Piazza Giulio Cesare (M 280) | In prigione!                     | In prigione!                     |
| Parcheggio Gratuito       | Parcheggio Gratuito       |                        | Imprevisti              |                         |                             | Stazione Nord (M 200) |                            |                       | Fontane (M 150) |                              | In prigione!                     | In prigione!                     |
| Piazza Dante (M 200)      |                           | Monopoly               | Monopoly                | Monopoly                | Monopoly                    | Monopoly              | Monopoly                   | Monopoly              | Monopoly        | Monopoly                     |                                  | Via Roma (M 300)                 |
| Corso Raffaello (M 180)   |                           | Monopoly               | Monopoly                | Monopoly                | Monopoly                    | Monopoly              | Monopoly                   | Monopoly              | Monopoly        | Monopoly                     |                                  | Corso Impero (M 300)             |
| Probabilità               | Probabilità               | Monopoly               | Monopoly                | Monopoly                | Monopoly                    | Monopoly              | Monopoly                   | Monopoly              | Monopoly        | Monopoly                     | Probabilità                      | Probabilità                      |
| Via Verdi (M 180)         |                           | Monopoly               | Monopoly                | Monopoly                | Monopoly                    | Monopoly              | Monopoly                   | Monopoly              | Monopoly        | Monopoly                     |                                  | Largo Augusto (M 320)            |
| Stazione Ovest (M 200)    | Stazione Ovest (M 200)    | Monopoly               | Monopoly                | Monopoly                | Monopoly                    | Monopoly              | Monopoly                   | Monopoly              | Monopoly        | Monopoly                     | Stazione Est (M 200)             | Stazione Est (M 200)             |
| Piazza Università (M 160) |                           | Monopoly               | Monopoly                | Monopoly                | Monopoly                    | Monopoly              | Monopoly                   | Monopoly              | Monopoly        | Monopoly                     | Imprevisti                       | Imprevisti                       |
| Corso Ateneo (M 140)      |                           | Monopoly               | Monopoly                | Monopoly                | Monopoly                    | Monopoly              | Monopoly                   | Monopoly              | Monopoly        | Monopoly                     |                                  | Viale dei Giardini (M 350)       |
| Società Elettrica (M 150) | Società Elettrica (M 150) | Monopoly               | Monopoly                | Monopoly                | Monopoly                    | Monopoly              | Monopoly                   | Monopoly              | Monopoly        | Monopoly                     | Tassa di Lusso (M 100)           | Tassa di Lusso (M 100)           |
| Via Accademia (M 140)     |                           | Monopoly               | Monopoly                | Monopoly                | Monopoly                    | Monopoly              | Monopoly                   | Monopoly              | Monopoly        | Monopoly                     |                                  | Parco della Vittoria (M 400)     |
| Prigione / Transito       | Prigione / Transito       |                        |                         | Imprevisti              |                             | Stazione Sud (M 200)  | Tassa Patrimoniale (M 200) |                       | Probabilità     |                              | Ritirate al passaggio M 200 VIA! | Ritirate al passaggio M 200 VIA! |
| Prigione / Transito       | Prigione / Transito       | Viale Vesuvio (M 120)  | Viale Monterosa (M 100) | Imprevisti              | Bastioni Gran Sasso (M 100) | Stazione Sud (M 200)  | Tassa Patrimoniale (M 200) | Vicolo Stretto (M 60) | Probabilità     | Vicolo Corto (M 60)          | Ritirate al passaggio M 200 VIA! | Ritirate al passaggio M 200 VIA! |

## Mascotte
La mascotte del gioco è Rich Uncle Pennybags, un omino grassoccio e baffuto che indossa un abito elegante da giorno e un cilindro. Il personaggio fu disegnato dall'artista Dan Fox e apparve per la prima volta nell'edizione statunitense del gioco del 1936.

## Controversie
In URSS il Monopoly era vietato per via del suo carattere capitalistico. Solo dopo la dissoluzione dell'Unione Sovietica fu creata una versione del gioco in cirillico. A Cuba, invece, ancora oggi il Monopoly è considerato dalle autorità eccessivamente vicino alle idee del capitalismo ed è sottoposto a bando sin dagli inizi del governo di Fidel Castro sull'isola.

## Giochi simili
A seguito della cessazione dei diritti di pubblicazione di Monopoli nel 2009, Editrice Giochi ha pubblicato Metropoli, gioco da tavolo ispirato fortemente a Monopoly.

## Videogiochi
Dagli anni ottanta sono stati molteplici gli adattamenti videoludici di Monopoly, sia con licenza ufficiale, sia sotto forma di imitazioni non autorizzate dalla Hasbro (tra questi, il caso più famoso fu Automonopoli). Il primo adattamento ufficiale venne pubblicato dalla Leisure Genius nel 1985 per Amstrad CPC, ZX Spectrum e Tatung Einstein e successivamente convertito anche per molti altri home computer.
Nel corso degli anni, Monopoly è stato realizzato da produttori diversi per molti sistemi operativi e piattaforme qui di seguito elencate (non in ordine cronologico): PC, Macintosh, NES, SNES, Game Boy, Game Boy Advance, Nintendo 64, Nintendo GameCube, PlayStation, PlayStation 2, PlayStation 3, Sega Master System, Sega Genesis, Sega Game Gear, Xbox, Xbox 360, Wii e per smartphone.
Nelle trasposizioni, il gameplay è rimasto invariato nei concetti di base e nelle regole dal gioco da tavolo e ha compreso le possibilità di solo single player (nelle prime versioni) e multiplayer.
Nel 2023 è stato pubblicato Monopoly GO!, versione modificata del gioco di natura freemium e distribuito per dispositivi mobili su iOS, iPadOS e Android.